# Parasola

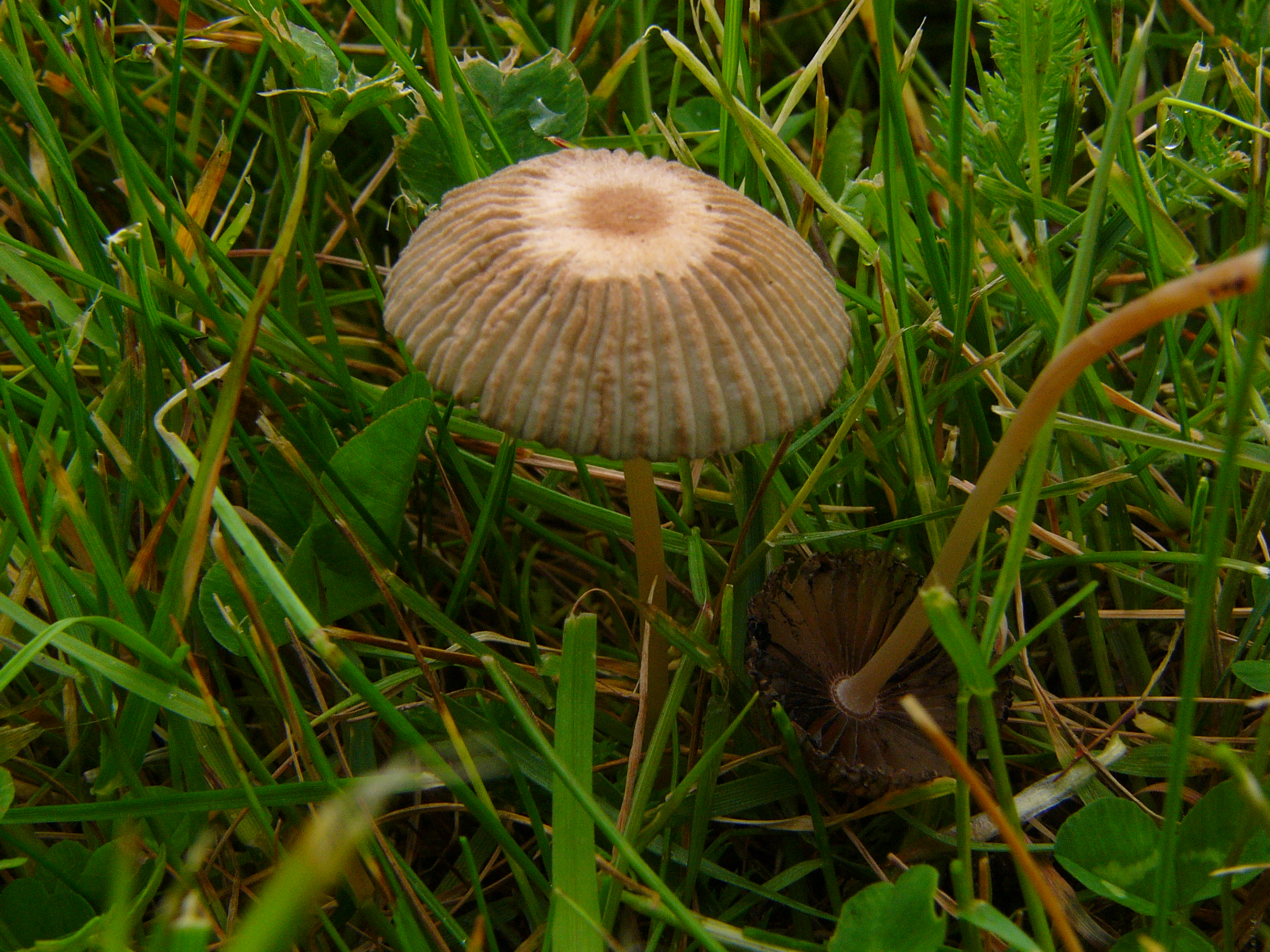
Parasola auricoma

Parasola Redhead, Vilgalys & Hopple – rodzaj grzybów z rodziny kruchaweczkowatych (Psathyrellaceae).

## Charakterystyka
Małe grzyby saprotroficzne, często grzyby koprofilne, o kolorach od ochrowopomarańczowego do liliowego, w większości brązowawe. Pospolicie występują w zbiorowiskach trawiastych, m.in. na szlakach leśnych, niektóre gatunki np. Parasola misera, Parasola cuniculorum, okazjonalnie Parasola conopilus rosną na łajnie. Gatunki Parasola mają małe i głęboko rowkowane kapelusze. Różnią się od blisko spokrewnionych Coprinellus i Psathyrella całkowitym brakiem osłony, pileocystyd i kaulocystyd, chociaż P. conopilus, P. auricoma, P. setulosa oraz P. malakandensis mają szkieletocystydy. Owocniki Parasola nie rozpływają się po dojrzeniu, jak np. u Coprinus, ale jednak następuje częściowa destrukcja ich ciała. Bazydiospory są ciemne, zazwyczaj zaokrąglone, trójkątne, w kształcie serca lub jajowate z przeważnie ekscentrycznymi porami rostkowymi, czym różnią się od zwykle elipsoidalnych bazydiospor Coprinellus i Psathyrella. Badania filogenetyczne wykazały, że Parasola jest taksonem monofiletycznym.
Rodzaj Parasola podzielono na dwie sekcje różniące się obecnością szkieletocystyd i szczecinek. Sekcja Auricomi ma takie szczecinki, a sekcja Parasola nie.

## Systematyka i nazewnictwo
Pozycja w klasyfikacji według Index Fungorum: Psathyrellaceae, Agaricales, Agaricomycetidae, Agaricomycetes, Agaricomycotina, Basidiomycota.
Jest to niedawno utworzony rodzaj, do którego włączono wiele gatunków grzybów dawniej zaliczanych do rodzaju Psathyrella (kruchaweczka) i Coprinus (czernidłak). Parasola charakteryzuje się brakiem resztek osłony.
Gatunki występujące w Polsce:
- Parasola auricoma (Pat.) Redhead, Vilgalys & Hopple 2001 – tzw. czernidłak złotawy
- Parasola conopilus (Fr.) Örstadius & E. Larss. 2008 – tzw. kruchaweczka twardotrzonowa
- Parasola cuniculorum D.J. Schaf. 2014[4]
- Parasola galericuliformis (Losa ex Watling) Redhead, Vilgalys & Hopple 2001
- Parasola hemerobia (Fr.) Redhead, Vilgalys & Hopple 2001 – tzw. czernidłak rdzawy
- Parasola kuehneri (Uljé & Bas) Redhead, Vilgalys & Hopple 2001 – tzw. czernidłak drobnozarodnikowy
- Parasola leiocephala (P.D. Orton) Redhead, Vilgalys & Hopple 2001 – tzw. czernidłak cieniolubny
- Parasola lilatincta (Bender & Uljé) Redhead, Vilgalys & Hopple 2001
- Parasola megasperma (P.D. Orton) Redhead, Vilgalys & Hopple 2001
- Parasola misera (P. Karst.) Redhead, Vilgalys & Hopple 2001 – tzw. czernidłak delikatny
- Parasola plicatilis (Curtis) Redhead, Vilgalys & Hopple 2001 – tzw. czernidłak fałdowany
- Parasola schroeteri (P. Karst.) Redhead, Vilgalys & Hopple 2001 – tzw. czernidłak bruzdkowany

Nazwy naukowe według Index Fungorum. Wykaz gatunków według W. Wojewody i innych.
Nazwy polskie według W. Wojewody. Są już niespójne z aktualnym nazewnictwem naukowym (odnoszą się do rodzajów Coprinus lub Psathyrella)